# Perityle megalocephala
Perityle megalocephala là một loài thực vật có hoa trong họ Cúc. Loài này được (S.Watson) J.F.Macbr. mô tả khoa học đầu tiên năm 1918.